# Иманбаев, Асет Жумашович
Асет Жумашович Иманбаев (каз. Әсет Жұмашұлы Иманбаев, род. 23 сентября 1981, Урджар, Абайская область) — казахстанский борец греко-римского стиля, чемпион Азии.

## Биография
Родился в 1981 году в селе Урджар. В 2000 и 2001 годах становился чемпионом мира среди юниоров. В 2002 году завоевал золотую медаль Азиатских игр. В 2003 и 2004 годах выигрывал чемпионаты Азии. В 2008 году принял участие в Олимпийских играх в Пекине, но там стал лишь 13-м.